# Telenomus homopterae
Telenomus homopterae is een vliesvleugelig insect uit de familie van de Scelionidae. De wetenschappelijke naam van de soort is voor het eerst geldig gepubliceerd in 1981 door Szabó.